# Таскескен (Абайская область)
Таскескен (каз. Таскескен) — село в Урджарском районе Абайской области Казахстана. Административный центр Коныршаулинского сельского округа. Находится примерно в 65 км к западу от районного центра, посёлка Урджар. Код КАТО — 636471100.

## Население
В 1999 году население села составляло 4225 человек (2127 мужчин и 2098 женщин). По данным переписи 2009 года, в селе проживало 2999 человек (1460 мужчин и 1539 женщин).